# Sandvik Coromant
Sandvik Coromant är ett svenskt varumärke och företag, ägt av Sandvik AB, som säljer verktyg och tjänster inom skärande bearbetning. Produkterna används för att forma metallkomponenter inom exempelvis maskintillverkning, flygindustri, bilindustri, medicinteknik och energiproduktion. Huvudkontoret ligger i Sandviken, Sverige. Produktionsanläggningar finns bland annat i Gimo (Sverige) och New Jersey (USA). Sandvik Coromant är ett eget varumärke som ingår i Sandvik-koncernen som en del av affärsområdet Sandvik Manufacturing and Machining Solutions.
Totalt sysselsätter Sandvik Coromant 8 000 anställda, medan hela koncernen Sandvik AB har ungefär 40 000 anställda i 130 länder. Produktionsanläggningen i Gimo har omkring 1 300 anställda och är världens största i sitt slag, både vad gäller produktion av skär och av hållare som tillsammans utgör kompletta verktyg. Utvecklingen sker främst i Sverige och man äger över 3 100 patent över hela världen.

## Verksamhet
Sandvik Coromant tillverkar verktyg för skärande bearbetning.
- Svarvning: generell svarvning, tung bearbetning, small part machining, avstickning, spårsvarvning, hårdsvarvning och gängning
- Fräsning: hörnfräsning, planfräsning, högmatningsfräsning, profilfräsning, svarvfräsning, spårfräsning, fasning och gängfräsning
- Borrning: generell borrning, steg- och fasborrning, kompositbearbetningar och gängning
- Uppborrning: grovuppborrning, finuppborrning och brotschning
- Verktygssystem: verktyg för svarvar, fleroperationsmaskiner, flerfunktionsmaskiner och automatsvarvar
- Digital bearbetning: avancerade program och verktyg som stödjer digital tillverkning, från planering och design till bearbetning och bearbetningsanalys[6]

Ett verktyg kan bestå av solida hårdmetallverktyg eller av två delar, en hållare och ett skär. Det extremt hårda skäret sitter i en hållare, och när skäret är förbrukat kan det bytas ut mot ett nytt. Skäret produceras av pulvermetall i en speciell blandning av bland annat tungsten, kobolt och titan. Tillgången på råvarorna är begränsad och därför returneras de förbrukade skären till återvinning där de blir till ny pulvermetall. Förutom att återvinna metallen hämtar man också kobolt från en egen gruva i Österrike.

## Historia

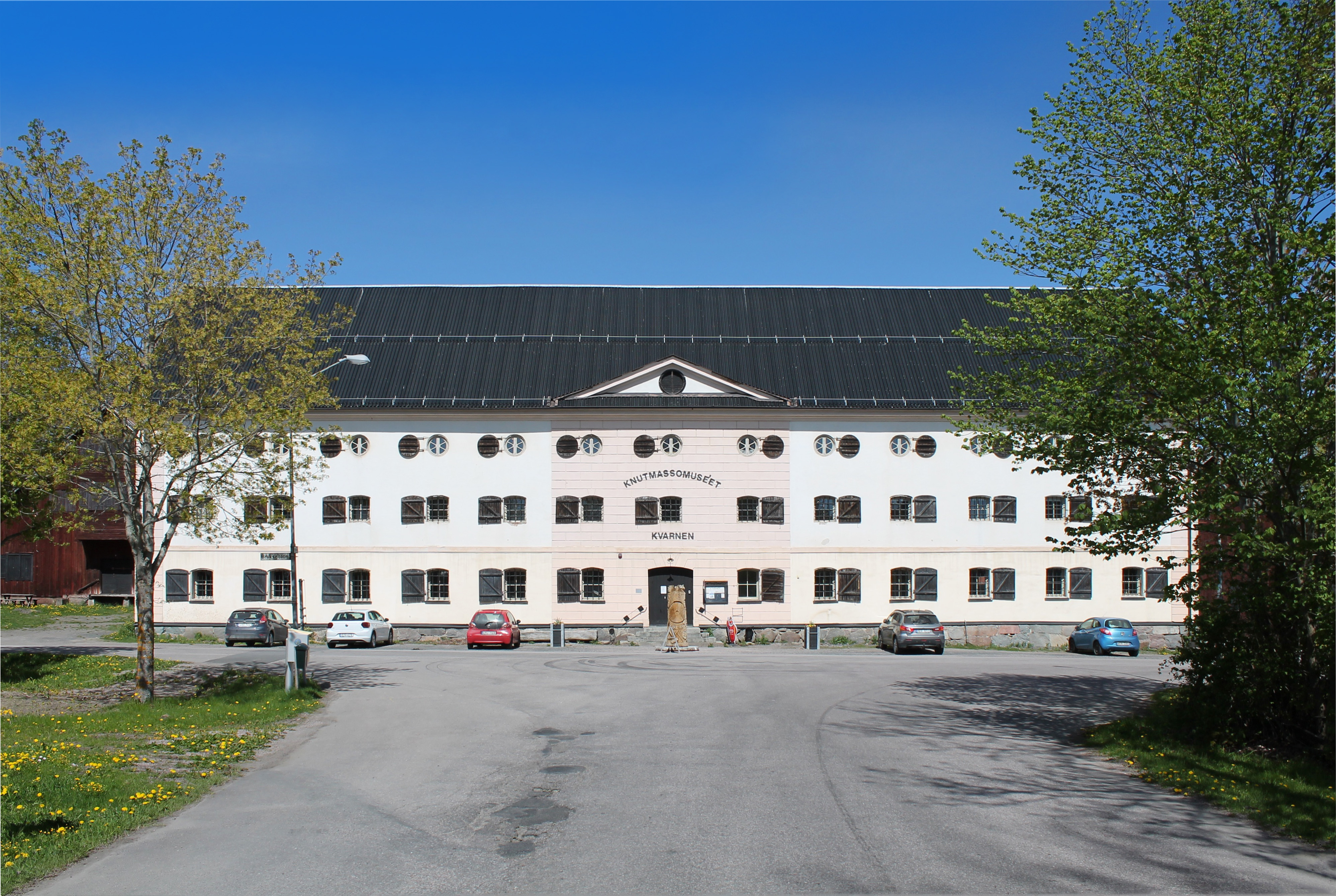
Sandvik Coromants museum i Gimo

- Sandvik Coromants museum i Gimo1942: Sandvik AB beslutar att inkludera hårdmetallprodukter i sitt sortiment. Wilhelm Haglund utses till VD för den nya hårdmetallavdelningen Sandvik Coromant.[10][11]
- 1951 startas anläggningen i Gimo.[11] Anläggningen växer snabbt och är än idag Sandvik Coromants största (1 500 anställda 2018).[10]
- 1957: Skrapor blir den första produkten med mekaniskt fastspända ”vändskär”, eller ”engångsskär” som de kallades på den tiden. Utvecklingen av T-Max-hållaren och användande av vändskär blir början till en stor förändring av arbetssätt och produktivitet inom skärande bearbetning.[10]
- 1969: Den varmhållfasta beläggningen Gamma Coating introduceras, vilket revolutionerar svarvning, fräsning och borrning med tidigare oöverträffad metallskärande prestanda.[10]
- 1970 börjar man återvinna hårdmetall och från 1997 har man erbjudit sina kunder att köpa tillbaka förbrukade hårdmetallskär.[10]
- 1972: Marknadsföringskampanjen för multiservice ser dagens ljus, och den gula rocken blir en viktig symbol för företaget. Verktygspool, maskinanpassade verktygsrekommendationer och minikataloger görs tillgängliga.[10]
- 1990: Coromant Capto, ett gemensamt hållarsystem för både roterande och stillastående spindlar, lanseras. Denna banbrytande uppfinning presenterade ett nytt och effektivt sätt att kombinera och organisera verktygssystem, samtidigt som det förkortade tiden för verktygsväxling. Idag är Coromant Capto (latin för ”jag griper”) ett etablerat system och en ISO-standard över hela världen.[10]
- 2008: Sandvik Coromant förvärvar de norska antivibrationsverktygsutvecklarna Teeness. De vibrationsdämpande adaptrarna Silent Tools möjliggör ökade skärparametrar och en mer säker, vibrationsfri process.[10]
- 2013: Beläggningstekniken Inveio introduceras tack vare revolutionerande FoU. Forskare vid Sandvik Coromant upptäcker att det är möjligt att kontrollera beläggningskristaller på atomnivå och skapa uniforma, tätt packade, värmeskyddade skärbeläggningar för nya hårdhetsgrader.
- 2016: Sandvik Coromant lanserar sin CoroPlus-plattform, som tillhandahåller anslutna lösningar som ökar säkerheten och effektiviteten vid design, planering och monitorering av bearbetningen samt en optimering av bearbetningsprocessen.[10]
- 2017 introduceras 'Prime turning', en ny metod där skäret arbetar i motsatt riktning till traditionella metoder.[10]
- 2017 startas initiativet Grön fabrik, vilket innebär att anläggningen i Gimo ska bli ett föredöme i branschen. En avgörande åtgärd är värmeåtervinning vilket gör att man slutar elda fossila bränslen.[12]
- 2019 utses anläggningen i Gimo till ett ”Lighthouse” av World Economic Forum. Totalt har 16 fabriker världen över utsetts till föredömen i övergången till Industri 4.0.[13]

## Standarder och certifieringar
Sandvik Coromant har genom sin FoU-verksamhet tagit fram de internationella standarderna ISO 26623 för verktygshållarsystem, ISO 13399 för enklare datautbyte för skärverktyg mellan olika system, som t.ex. CAD, CAM, CAE och PDM/EDM, samt ISO-skären runt vilka ett branschledande återvinningsprogram har skapats.

## Forskning och utveckling

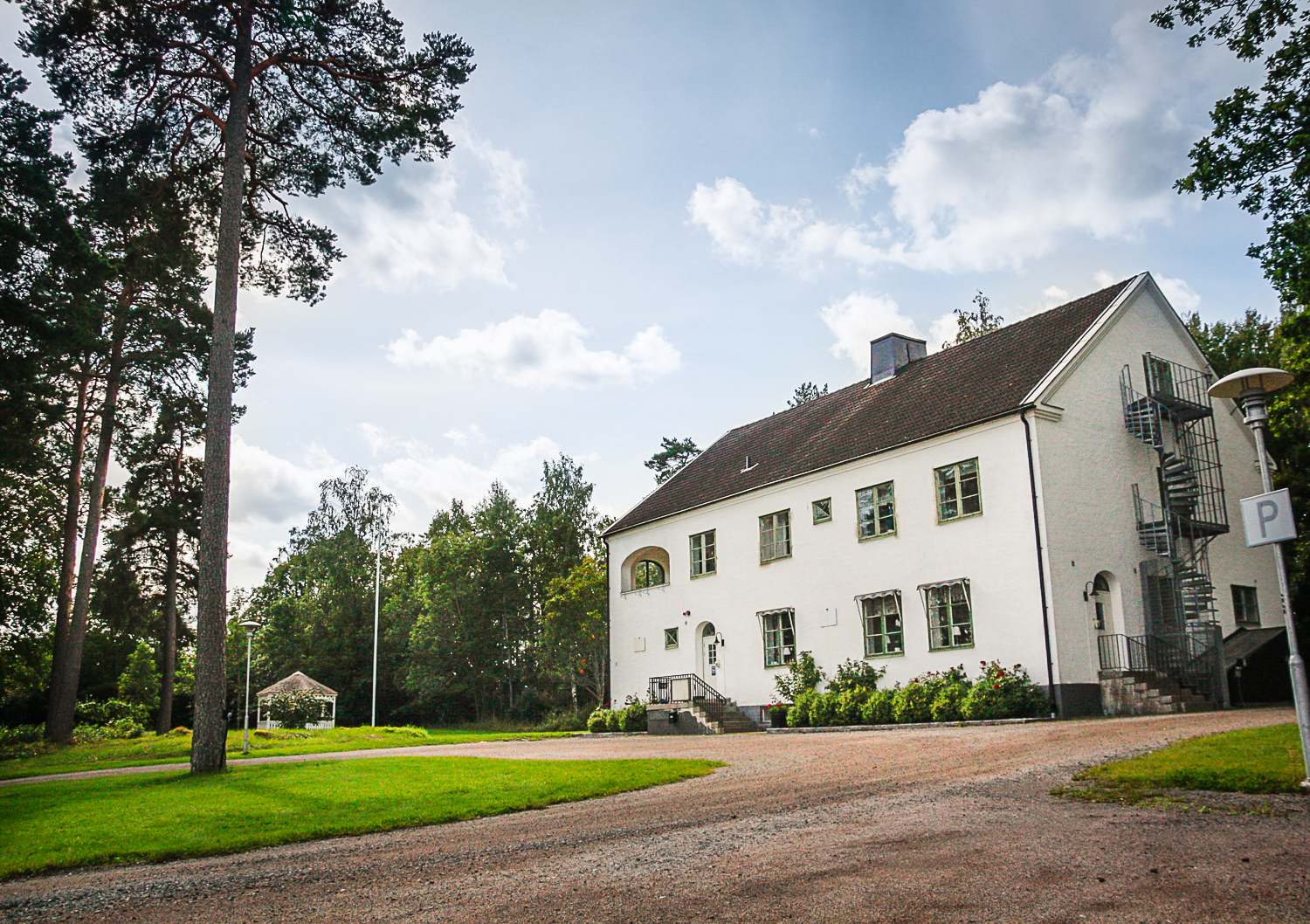
Vita villan, en del av Sandvik Coromant i Gimo.

Sandvik Coromant gör stora investeringar i FoU. Företaget har fler än 500 personer anställda på omkring 60 forsknings- och utvecklingscentra runt om i världen, där man i nära samarbete med maskinverktygstillverkare och kunder inom ett brett spektrum av industrier driver skärverktygsutvecklingen framåt.

## Utbildning och samarbeten

### Teknisk träning

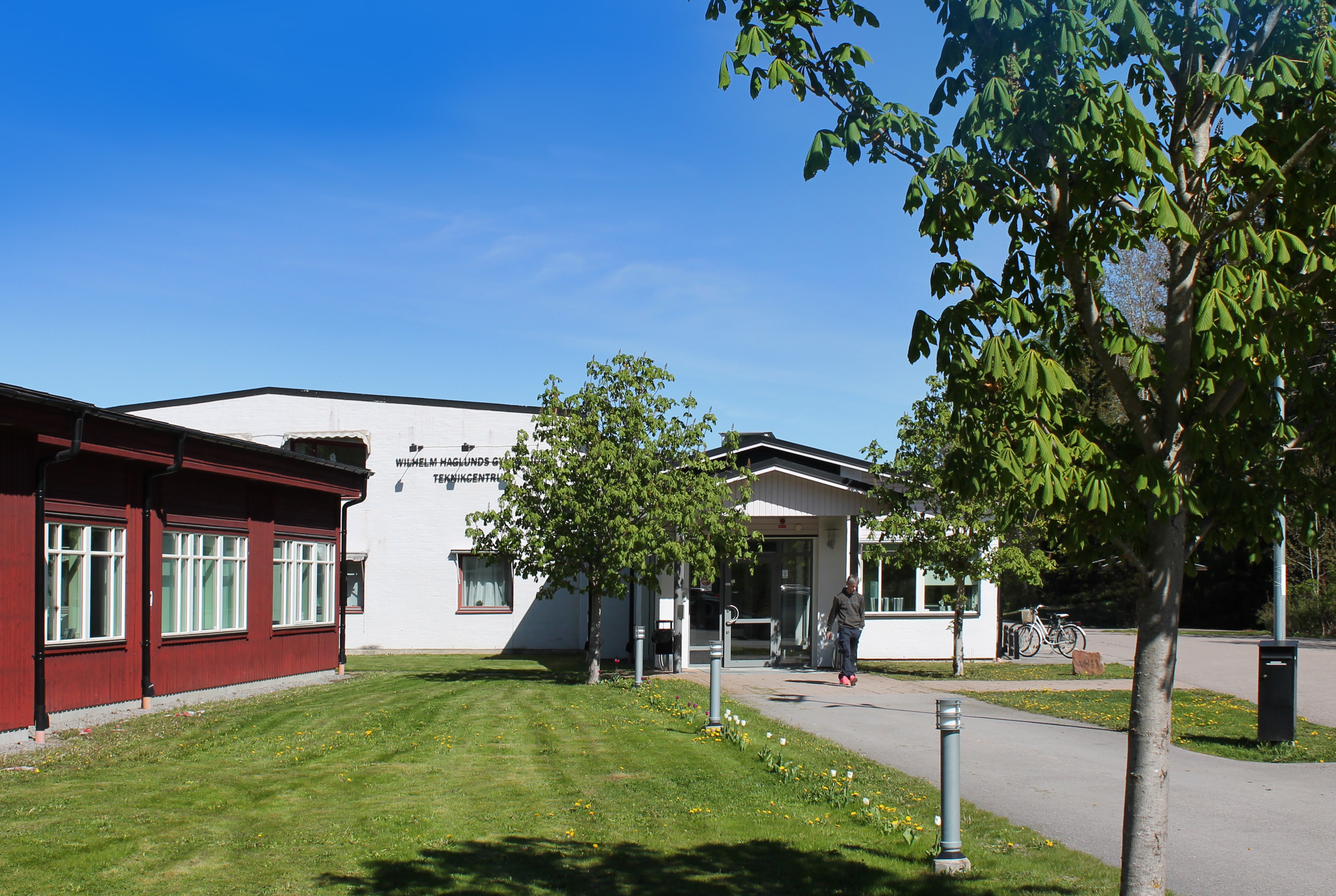
Wilhelm Haglunds gymnasium som ägs till 90 % av Sandvik Coromant.

Över 20 Sandvik Coromant centers runt om i världen erbjuder kunder, återförsäljare, medarbetare och studenter teoretisk utbildning, kurser, seminarier och live-demonstrationer. Bland företagets e-learning-kurser erbjuds utbildningen Metalcutting Technology. Cirka 35 000 användare är registrerade på kursen.

### Utbildning och forskningssamarbeten
En målsättning hos företaget är fortsatt utveckling av branschkunskap och utbildning. Sandvik Coromant är således involverad inom flera utbildningsprojekt och organisationer globalt.
- Sandvik AB grundade 2002 den tekniska gymnasieskolan Göranssonska skolan i Sandviken för att tillgodose industrins växande behov av kompetenta tekniker och ingenjörer.[15]
- Wilhelm Haglunds gymnasium i Gimo är ett industritekniskt gymnasium med inriktning mot produkt- och maskinteknik. Skolan grundades 2007 och utgör ett samarbete mellan Sandvik Coromant, näringslivet och Östhammars kommun.[16]
- Northern Alberta Institute of Technology öppnade 2008 Sandvik Coromant Centre for Machinist Technology i samarbete med Sandvik Coromant. Centret har möjliggjort en ökning av kapaciteten att utbilda maskinister.[17]
- Sandvik Coromant samarbetar med Kungliga Tekniska Högskolan (KTH) i ett forskningsprojekt med syfte att ta fram nya stålsorter som är mer hållbara än dagens metallegeringar. Bland annat undersöks möjligheten att ta fram en ersättning av det metalliska grundämnet kobolt.[18]
- Sandvik Coromant är även engagerat i flera FoU-projekt på Chalmers tekniska högskola, däribland på Wingquist Laboratory, ett internationellt kompetenscenter för tvärvetenskaplig forskning inom området digital produktframtagning.[19]

### Partnerskap
Sandvik Coromant är medlem av Advanced Manufacturing Research Centre (AMRC) i Storbritannien, och samarbetar med bland annat Boeing, Rolls-Royce och University of Sheffield i forskning och support inom områdena montering, kompositmaterial, strukturprovning och avancerad bearbetning för flygindustrin. Företaget samarbetar även med Commonwealth Center for Advanced Manufacturing som en av de grundande branschmedlemmarna, liksom med Connecticut Center for Advanced Technology i USA och Manufacturing Technology Center i Storbritannien.

## Övrigt
Under 2021 och 2022 uppmärksammades bolaget i svensk nyhetsrapportering sedan chilenska fiolspindlar – för första gången i Sverige – påträffats i dess lokaler i Sandviken.